# Наслєдницький (селище)
Наслєдницький (рос. Наследницкий) — селище у Брединському районі Челябінської області Російської Федерації.
Входить до складу муніципального утворення Наслєдницьке сільське поселення. Населення становить 1788 осіб (2010).

## Історія
Населений пункт належав до Оренбурзької губернії. Від 4 листопада 1929 року належить до Брединського району Челябінської області.
Згідно із законом від 13 вересня 2004 року органом місцевого самоврядування є Наслєдницьке сільське поселення.

## Населення
| 2002 | 2010  |
| ---- | ----- |
| 1982 | ↘1788 |